# 穆埃尔 (安德尔省)
穆埃尔（法語：Mouhers）是法国安德尔省的一个市镇，位于该省南部偏东，属于拉沙特尔区。该市镇总面积17.89平方公里，2009年时的人口为247人。

## 人口
穆埃尔人口变化图示